# Simulium arakawae
Simulium arakawae es una especie de insecto del género Simulium, familia Simuliidae, orden Diptera.
Fue descrita científicamente por Matsumura, 1921.